# Bataille de Saorge (1794)
 (signalé en mai 2025).
Si vous disposez d'ouvrages ou d'articles de référence ou si vous connaissez des sites web de qualité traitant du thème abordé ici, merci de compléter l'article en donnant les références utiles à sa vérifiabilité et en les liant à la section « Notes et références ».
- Archive Wikiwix
- Bing
- Cairn
- DuckDuckGo
- E. Universalis
- Gallica
- Google
- G. Books
- G. News
- G. Scholar
- Persée
- Qwant
- (zh) Baidu
- (ru) Yandex
- (wd) trouver des œuvres sur Wikidata

Pour les articles homonymes, voir Bataille de Saorge.
Première Coalition
Batailles
La bataille de Saorge se déroula du 24 au 28 avril 1794 entre une armée de la Première République française commandée par Pierre Jadart du Merbion et les armées du royaume de Sardaigne et de la Monarchie de Habsbourg dirigées par Joseph Nikolaus De Vins. 

## Préambule
Elle faisait partie d'une offensive française réussie conçue pour capturer des positions stratégiques dans les Alpes maritimes et dans les Alpes ligures, ainsi que sur la côte méditerranéenne. La maîtrise tactique de la bataille était du domaine d'André Masséna pour les Français et de Michelangelo Alessandro Colli-Marchi pour la Coalition. Saorge se situe actuellement en France, à environ 70 km au nord-est de Nice. Au temps de la bataille, la ville se nommait Saorgio et appartenait au Piémont.

## La bataille
Depuis septembre 1792, les défenses piémontaises résistaient à la capture. Au début d'avril 1794, les Français frappèrent au nord-est le long de la Riviera ligure, s'emparant rapidement du petit port d'Oneille (Oneglia). De là, Masséna attaqua au nord pour capturer deux villes dans le haut de la vallée du Tanaro avant de tourner vers l'ouest pour prendre par les flancs les positions autour de Saorge. Après quelques combats, les Austro-Piémontais se retirèrent vers le côté nord du col de Tende que les Français occupaient. Les troupes de Dumerbion prirent aussi contrôle d'une grande partie de la Riviera ligure. Les évènements se produisirent pendant la guerre de la Première Coalition, qui est une partie des guerres de la Révolution française. L'affrontement est significatif dans l'histoire militaire car un général d'artillerie nouvellement désigné du nom de Napoléon Bonaparte conçut les plans pour l'offensive.